# نيل برينكلي
نيل برينكلي (بالإنجليزية: Nell Brinkley)‏ هي فنانة قصص مصورة أمريكية، ولدت في 5 سبتمبر 1886 في دنفر في الولايات المتحدة، وتوفيت في 21 أكتوبر 1944 في الولايات المتحدة.

## وصلات خارجية
- نيل برينكلي على موقع IMDb (الإنجليزية)